# اچ‌ام‌اس دوربان (دی۹۹)
اچ‌ام‌اس دوربان (دی۹۹) (به انگلیسی: HMS Durban (D99)) یک کشتی بود که طول آن 472½ ft بود. این کشتی در سال ۱۹۱۹ ساخته شد.